# Madeon
Hugo Pierre Leclercq (Nantes, 30 de maio de 1994), mais conhecido pelo nome artístico Madeon, é um DJ e produtor musical francês. Inicialmente, ele ganhou popularidade por meio de seu vídeo "Pop Culture", que foi publicado no YouTube e, posteriormente, recebeu milhões de visitas nos seus primeiros dias de transmissão na internet.
Seu primeiro EP, The City, foi lançado em 2012. Seu primeiro álbum de estúdio Adventure foi lançado em 30 de março de 2015, sendo sustentado pela turnê norte-americana com 22 paradas.

## Biografia e carreira
Leclercq iniciou compondo músicas aos 11 anos de idade, produzindo Eurodance sob o nome "Deamon" até 2010, quando ele começou a produzir house music sob seu nome atual, Madeon, que é um anagrama de seu apelido anterior. Ele ganhou uma competição de remixes da música "The Island" do Pendulum no mesmo ano.
Ele passou a remixar músicas de outros artistas eletrônicos no ano seguinte. Um clipe dele atuando uma mistura de "Pop Culture", foi adicionado no Youtube no dia 7 de julho de 2011, o qual impulsionou à fama internacional. Ele apresentava samples de trinta-nove canções misturados entre si usando um Novation Launchpad. O clipe rapidamente se tornou viral e chegou a mais de seis milhões de visualizações em apenas alguns dias.
Durante suas performances ao vivo, além dos Launchpads, ele também usava um Zero SL MKII da Novation, um FL Studio e um Ableton Live. Sua primeira performance ao vivo foi em Paris em abril de 2011, como um ato de apoio à Yelle, e sua estreia no Reino Unido foi em The Nest, Dalston, Londres, onde ele se apresentou ao lado de Jacques Lu Cont.
Leclercq foi apresentado várias vezes no 15 Minutes of Fame, um segmento de radio show apresentado por Pete Tong da BBC Radio 1, com seu single de estreia "Icarus" e seu remix de "Raise Your Weapon" por deadmau5, determinado como sua primeira apresentação completa no programa.[carece de fontes?] Ele gravou sua performance de estreia ao vivo para uma festa de gala de Pete Tong da BBC Radio 1 em Hull em 27 de janeiro de 2012, onde tocou um set com 20 minutos de duração.
Seu EP de estreia foi programado para ser lançado no final de 2011, porém foi cancelado em favor dos múltiplos singles. Seu primeiro single, "Icarus", foi lançado em 24 de fevereiro de 2012 pela gravadora independente popcultur.
Como sinal de sua rápida ascensão à fama internacional, em 2012, ele foi convidado para tocar em quatro principais festivais americanos, no Ultra Music Festival em Miami, Coachella na Califórnia, Lollapalooza em Chicago, e Electric Daisy Carnival em Nova York, bem como vários festivais de música de dança do Reino Unido, incluindo o Dance Arena no Radio 1's Big Weekend; ele também prestou apoio a atração principal Swedish House Mafia no National Bowl. Leclercq foi listado na posição 54 na lista Top 100 DJs da DJ Mag em 2012.
Muitas de suas canções foram usadas como mídia em franquias: "Icarus" foi apresentado no programa de TV americano Dancing with the Stars em maio de 2012 e em 21 de maio de 2013 (nas finais com Aly Raisman) e na trilha sonora do jogo Forza Horizon; "Finale" e "Imperium" foram apresentados em FIFA 13 e FIFA 15 da EA Sports, respectivamente. "Finale" também foi incluída na abertura cinematográfica de PlayStation All-Stars Battle Royale; "The City" aparece em Need for Speed: Most Wanted e "Technicolor (Club Extended)" em Need for Speed: Rivals.[carece de fontes?] "Finale" e seu remix de "The Night Out" por Martin Solveig foram destaque na trilha sonora oficial do evento Winter X Games de 2013 da ESPN, realizado em Tignes, França e ambos foram tocados várias vezes no ar. "Finale" continua a ser usado como música de destaque para as transmissões do X Games.
Ele saiu em turnê com Lady Gaga como ato de suporte durante a sua Born This Way Ball. Leclercq citou os Beatles e Daft Punk como suas maiores influências musicais. Madeon lançou um novo single em 3 de agosto de 2013 intitulado "Technicolor". Madeon trabalhou com Lady Gaga em três faixas, "Gypsy", "Mary Jane Holland" e "Venus" em seu álbum de 2013 ARTPOP.
Em 25 de fevereiro de 2014, Leclercq lançou uma faixa disponível para download gratuito em seu site chamado "Cut the Kid", alegando que ele foi criado por volta de 2011 ou 2012.

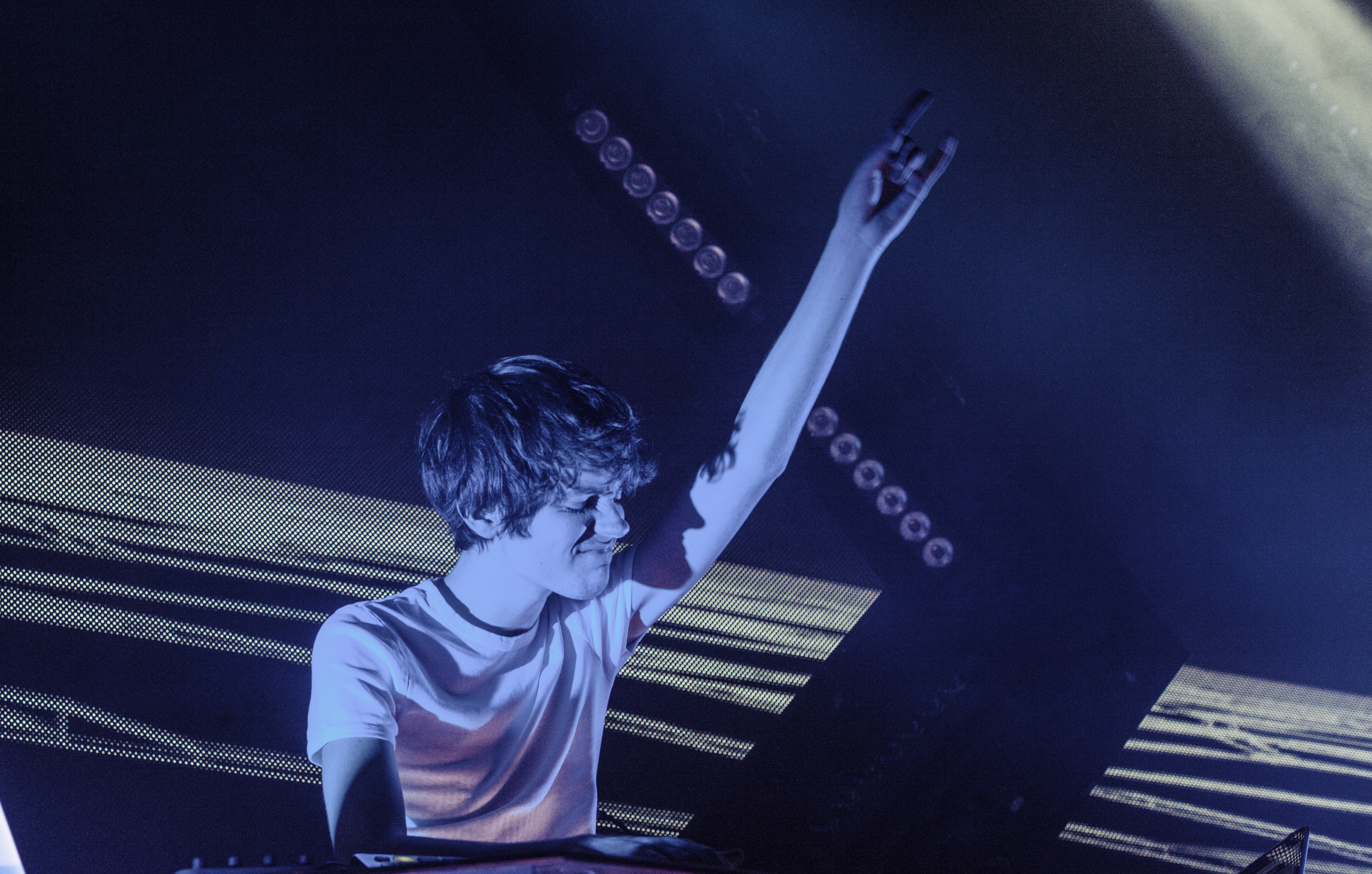
Madeon em Bruxelas, 2015

### 2015:Adventure
Em setembro de 2014, uma nova canção de Leclercq chamada "Imperium" foi lançada de forma não oficial como parte da trilha sonora da mais recente versão da franquia popular de jogos para videogame FIFA 15. Em 18 de outubro, ele foi lançado oficialmente como download gratuito através de um recurso interativo em seu site, de forma semelhante ao lançamento de "Cut the Kid". "Imperium" é o primeiro single do álbum de estreia de Leclercq, Adventure.
Em 8 de dezembro de 2014, Leclercq lançou o segundo single de Adventure intitulada "You're On", com participação de Kyan. Ao contrário das duas versões anteriores, "You're On" não foi liberada como gratuito, mas em vez disso, vendido on-line através do iTunes.
No mesmo dia, Leclercq anunciou via Twitter que o seu álbum de estreia seria lançado em 2015, e seria chamado de Adventure, com os singles "Imperium" e "You're On". Mais informações sobre Adventure foi lançado em 20 de janeiro de 2015, em um post no Facebook. O álbum vem em versão padrão, e em versão de luxo com a versão padrão tendo 12 faixas com participação de Kyan, Dan Smith, Passion Pit, Mark Foster, Aquilo, e a versão de luxo apresenta os singles lançados anteriormente "Icarus", "Finale", "The City", "Cut the Kid", "Technicolor", bem como um faixa bônus com participação de Vancouver Sleep Clinic. O álbum foi lançado em 27 de março de 2015.
Através de um sistema de notificação de e-mail em seu website, Leclercq envia notificações por email aos usuários sobre seus próximos lançamentos.
Em 15 de dezembro de 2014, o videoclipe do single "You're On", com participação de Kyan, foi lançado como parte de uma trilogia de videoclipes para Adventure em sua conta pessoal no Youtube. O vídeo segue uma jovem mulher chamada "Asteria" por meio de uma cidade futurista, onde ela está hipnotizada por uma torre à distância, (a mesma torre que é vista na capa do álbum de Adventure). Lá, ela conhece um jovem homem chamado Icarus e, juntos, eles descobrem um objeto de algum tipo, embutido na parede, e eles têm de ativá-lo. O vídeo termina com uma mensagem de "To Be Continued (Continua)", escrito em um alfabeto criado por Leclercq, e em inglês.
O segundo vídeo da música da trilogia foi lançado para o single "Pay No Mind", com participação de Passion Pit, em 20 de fevereiro de 2015. Continuação do videoclipe de "You're On", o vídeo segue Icarus e Asteria tentando decodificar as mensagens secretas e a encontrar uma saída da cidade futurista em que vivem. Eles acham com sucesso uma saída para fora da cidade, e são vistos pela última vez fora dos muros, indo em direção a torre à distância. O videoclipe de "Pay No Mind" foi lançado no recém-criado canal Vevo de Leclercq.
Em 10 de março de 2015, Madeon liberou seu último single do álbum. Intitulado "Home", sendo sua obra mais pessoal de trabalho até à data e surgiu após ele mesmo ter se trancado no estúdio durante 24 horas seguidas.
Em 18 de março de 2015, foi lançado o site Adventure Machine de Madeon. O aplicativo da web permite que qualquer um mixe uma seleção derivada de Adventure um com o outro, utilizando seu telefone, tablet, computador ou um Novation Launchpad. Madeon postou no Facebook, dizendo: "Você pode combinar amostras do meu álbum e criar novos mash-ups/misturas. É realmente fácil e divertido, e tudo que eu tenho feito nas últimas duas horas, basicamente."
Em 24 de março de 2015, Hugo liberou o álbum completo para ouvir no iTunes First Play, bem como o Spotify.

### 2016-17:Shelter
Em 11 de agosto de 2016, Leclercq lançou junto com Porter Robinson uma nova música chamada "Shelter". Ao longo de 2016 e 2017, eles fizeram um tour chamado de "Shelter Live Tour", que contou com shows nos Estados Unidos e da Europa e faixas dos dois artistas, frequentemente mixadas juntas entre si. Ao longo do tour, ambos também cantaram suas próprias músicas. A última apresentação deles ocorreu no Coachella Valley Music and Arts Festival.
Um trailer lançado em agosto de 2016 do videogame FIFA 17 utilizou o remix de Madeon da música "Song 2", da banda Blur. "Shelter" foi incluída na trilha sonora do mesmo jogo.

### 2018-presente:Good Faith
Em 13 de novembro de 2017, Leclercq anunciou que lançaria seu projeto seguinte em 2018. Mais dicas sobre o novo projeto não foram oficialmente reveladas até 20 de agosto de 2018, quando o diretor criativo de Leclercq foi entrevistado no Pixel Empire Podcast, podcast inspirado no Madeon.
Em 28 de maio de 2019, Leclercq anunciou que lançaria uma nova canção no dia seguinte por meio de um novo website, goodfaith.world. Em 29 de maio, o website foi atualizado com um vídeo mostrando a nova música, chamada "All My Friends", junto com localizações de lojas de discos em quatro cidades: Los Angeles, Nova Iorque, Ålesund e Nantes. Cada loja recebeu duas cópias do novo single em vinil transparente de 7 polegadas. Em 30 de maio, o áudio oficial completo foi lançado no YouTube.
Em 10 de julho de 2019, Leclercq estreou o primeiro episódio da Good Faith Radio (Beats Radio no Apple Music), em que ele oficialmente tocou e lançou seu single seguinte, "Dream Dream Dream". Junto da estreia na rádio, a canção foi lançada em plataformas de streaming de música e um vídeo visualizador foi lançado no YouTube.
Em 29 de outubro de 2019, Leclercq revelou que Good Faith seria lançado em 15 de novembro do mesmo ano. Em uma entrevista à NPR Music, Leclercq disse que o álbum foi baseado em sua relação com a alegria e sua saúde mental: "Eu queria fazer música que fosse comemorativa mas que indicasse o fato de que aquela alegria tinha que ser recuperada e lutada por um pouco."
Madeon trabalhou novamente com Lady Gaga na canção "911" de seu álbum de estúdio de 2020, Chromatica.
Em 9 de maio de 2020, Madeon tocou um set de DJ para o festival virtual de música Secret Sky. Durante o set, ele fez uma prévia de uma música chamada "The Prince". A música foi lançada em 14 de agosto daquele ano. Junto com o lançamento, Madeon lançou um jogo de realidade alternativa. Quando ele foi resolvido, um EP de seis faixas chamado 12122017 foi encontrado, supostamente nomeado em referência à data em que foi feito. A criação do EP é atribuída à própria raiva de Madeon por "não sentir nada da música", e ele se referiu a 12122017 como um documento que serve de contexto para o álbum Good Faith, em vez de um EP.
Em 18 de setembro de 2021, Madeon estreou o set Good Faith Forever Live no festival de música Second Sky em Oakland, Califórnia.

## Discografia

### Álbuns de estúdio
| Título     | Detalhes do álbum                                                                               | Melhores posições | Melhores posições | Melhores posições | Melhores posições | Melhores posições | Melhores posições | Melhores posições |
| Título     | Detalhes do álbum                                                                               | FRA               | BEL (Vl)          | BEL (Wa)          | UK                | UK Dance          | US                | US Dance          |
| ---------- | ----------------------------------------------------------------------------------------------- | ----------------- | ----------------- | ----------------- | ----------------- | ----------------- | ----------------- | ----------------- |
| Adventure  | - Lançado: 30 de março de 2015 - Gravadora: Columbia - Formatos: CD, download digital, vinil    | 29                | 169               | 118               | 30                | 4                 | 43                | 1                 |
| Good Faith | - Lançado: 15 de novembro de 2019 - Gravadora: Columbia - Formatos: CD, download digital, vinil | —                 | —                 | —                 | —                 | —                 | 82                | 1                 |

### Extended plays
| Título        | Detalhes do álbum                                                                        |
| ------------- | ---------------------------------------------------------------------------------------- |
| The City      | - Lançado: 8 de outubro de 2012 - Gravadora: popcultur - Formatos: EP, download digital  |
| Japan Only EP | - Lançado: 22 de outubro de 2013 - Gravadora: popcultur - Formatos: EP, download digital |

### Singles
| Canção                                                                                      | Ano  | Melhores posições | Melhores posições | Melhores posições | Melhores posições | Melhores posições | Álbum                 |
| Canção                                                                                      | Ano  | FRA               | BEL               | UK                | SCO               | US Dance          | Álbum                 |
| ------------------------------------------------------------------------------------------- | ---- | ----------------- | ----------------- | ----------------- | ----------------- | ----------------- | --------------------- |
| "Gold"                                                                                      | 2009 | —                 | —                 | —                 | —                 | —                 | Não incluído em álbum |
| "For You"                                                                                   | 2010 | —                 | —                 | —                 | —                 | —                 | Japan Only EP         |
| "Shuriken"                                                                                  | 2010 | —                 | —                 | —                 | —                 | —                 | Não incluído em álbum |
| "Icarus"                                                                                    | 2012 | —                 | 24                | 22                | 23                | —                 | Adventure             |
| "Finale" (com participação de Nicholas Petricca)                                            | 2012 | 197               | 12                | 35                | 28                | 40                | Adventure             |
| "The City"                                                                                  | 2012 | 183               | 24                | 74                | —                 | 14                | Adventure             |
| "Technicolor"                                                                               | 2013 | —                 | —                 | —                 | —                 | —                 | Adventure             |
| "Cut the Kid"                                                                               | 2014 | —                 | —                 | —                 | —                 | —                 | Adventure             |
| "Imperium"                                                                                  | 2014 | —                 | 77                | —                 | —                 | —                 | Adventure             |
| "You're On" (com participação de Kyan)                                                      | 2014 | 36                | 23                | —                 | —                 | 25                | Adventure             |
| "Pay No Mind" (com participação de Passion Pit)                                             | 2015 | —                 | —                 | —                 | —                 | 29                | Adventure             |
| "Home"                                                                                      | 2015 | —                 | —                 | —                 | —                 | 42                | Adventure             |
| "Nonsense" (com participação de Mark Foster)                                                | 2015 | —                 | —                 | —                 | —                 | 29                | Adventure             |
| "—" denota itens que não entraram nas tabelas musicais ou não foram lançados no território. |      |                   |                   |                   |                   |                   |                       |

### Remixes
| Ano  | Título                   | Artista        |
| ---- | ------------------------ | -------------- |
| 2010 | "Smile Like You Mean It" | The Killers    |
| 2010 | "DJ"                     | Alphabeat      |
| 2010 | "Friday Night"           | David Latour   |
| 2010 | "The Island"             | Pendulum       |
| 2011 | "Que Veux Tu"            | Yelle          |
| 2011 | "Raise Your Weapon"      | deadmau5       |
| 2012 | "The Night Out"          | Martin Solveig |

### Mash-ups
| Ano  | Título                       |
| ---- | ---------------------------- |
| 2010 | "Wolfgang Gartner Anthology" |
| 2011 | "Pop Culture"                |
| 2012 | "Radio 1 Minimix"            |
| 2013 | "Triple J Mix"               |

### Produção
| Ano  | Título                                              | Artista              | Álbum                      |
| ---- | --------------------------------------------------- | -------------------- | -------------------------- |
| 2011 | "Tokyo Cries (Discothèque Remix)"                   | Glenn Morrison       | Não incluído em álbum      |
| 2012 | "Sunshine"                                          | Picture Book         | At Last EP                 |
| 2012 | "Stay Awake"                                        | Ellie Goulding       | Halcyon Days               |
| 2013 | "Panic Station (Alternate Version Mixed by Madeon)" | Muse                 | The 2nd Law                |
| 2013 | "Mary Jane Holland" "Gypsy" "Venus" (co-produtor)   | Lady Gaga            | ARTPOP                     |
| 2013 | "Changing of the Seasons"                           | Two Door Cinema Club | Changing of the Seasons EP |
| 2014 | "Always in My Head" "O"                             | Coldplay             | Ghost Stories              |

### Compositor
| Ano  | Título              | Artista   | Álbum  |
| ---- | ------------------- | --------- | ------ |
| 2013 | "Mary Jane Holland" | Lady Gaga | Artpop |

### Não lançado
| Título                               | Artista          |
| ------------------------------------ | ---------------- |
| "Shuriken" (VIP Mix)                 | Madeon           |
| "Ubelkeit"                           | Madeon           |
| "Komon"                              | Madeon           |
| "The City" (VIP Mix)                 | Madeon           |
| "Raise Your Weapon" (Madeon VIP Mix) | deadmau5         |
| "Can't Beat The Machines"            | The Good Natured |
| "Monarch"                            | Madeon           |
| "Song 2" (Madeon Remix)              | Blur             |
| "Technicolor" (VIP Mix)              | Madeon           |
| "Encore"                             | Madeon           |

## Prêmios e indicações
| Ano  | Prêmio       | Categoria                           | Indicado   | Resultado | Ref.   |
| ---- | ------------ | ----------------------------------- | ---------- | --------- | ------ |
| 2021 | Grammy Award | Melhor álbum de dance ou eletrônica | Good Faith | Indicado  | [ 45 ] |